# 多田直純
多田 直純（ただ なおすみ、1961年 - ）は、日本のエンジニア、経営者、ゼット・エフ・ジャパン代表取締役社長。

## 経歴
1961年 京都府宇治市生まれ。1986年 大阪工業大学工学部応用化学科卒業。
1986年 ボルグワーナー・オートモーティブにエンジニアとして入社、ホンダ・S2000のエンジンのタイミングドライブに携わる。2001年 ボッシュ入社。セールスとしてトランスミッション関連部品から始まり、直噴エンジンの部品、電動化技術なども担当し、シニアジェネラルマネージャを歴任。2016年 テネコジャパン マネージングディレクター。
2017年 コンテンポラリー・アンプレックス・テクノロジー・ジャパン（CATL）として日本法人を立ち上げ、リージョナル・プレジデント兼取締役。日本およびアジア・パシフィックにおける事業戦略に関する重要なポストを歴任。 
2019年ゼット・エフ・ジャパン代表取締役社長に就任。